# Perla bipunctata
Perla bipunctata är en bäcksländeart som beskrevs av Pictet, F.J. 1833. Perla bipunctata ingår i släktet Perla och familjen jättebäcksländor. Inga underarter finns listade i Catalogue of Life.